# Съдбата на Вселената
Крайната съдба на Вселената е тема във физическата космология, чиито теоретични ограничения позволяват да бъдат описани и оценени възможните сценарии за еволюцията и крайната съдба на Вселената. Въз основа на наличните данни от наблюдения, решаването на съдбата и еволюцията на Вселената вече са станали валидни космологични въпроси, отвъд най-вече непроверимите митологични или религиозни убеждения. Научни хипотези си съперничат в предричането на множество мрачни съдби, включително, че Вселената може да е съществувала крайно или безкрайно, или опит да бъде обяснено нейното начало.
Наблюденията, направени от Едуин Хъбъл между 1920 и 1950 г., установяват, че галактиките сякаш се отдалечават една от друга. Тези наблюдения водят до развиването на сега приетата теория за Големия взрив. Тази теория предполага, че преди около 13,8 милиарда години Вселената е била с малки размери и огромна плътност, и оттогава се разширява, като средната ѝ плътност намалява. За да бъде потвърден Големия Взрив, e нужна информация за скоростта на разширяване, средната плътност на материята и физическите свойства на масата-енергия във Вселената.
Множество космолози са на мнение, че Вселената е „плоска“ и ще продължи своето разширение вечно.
Има няколко важни фактори, които трябва да бъдат взети под внимание при определяне на произхода и крайната съдба на Вселената. Те включват: движенията на галактиките, формата и структурата на Вселената, както и количеството тъмна материя и тъмна енергия, които съществуват в пределите на Вселената.

## Възникваща научна основа

### Теория
Теоретичното научно изучаване крайната съдба на вселената става възможно посредством общата теория на относителността на Алберт Айнщайн. Тя може да се използва за описване на вселената в най-големия възможен мащаб. Има много възможни решения на уравненията на общата теория на относителността и всяко решение предполага възможна окончателна съдба на Вселената.
През 1922 г. Александър Фридман предлага решения, като същото прави и Жорж Лематър през 1927 г. Според някои от тези решения Вселената е започнала да се разширява от начална сингулярност, която всъщност е Големият взрив.

### Наблюдения
През 1931 г. Едуин Хъбъл публикува заключение, основано на наблюдения на Цефеиди в далечни галактики, че Вселената се разширява. От този момент нататък началото на Вселената и възможният ѝ край се превръщат в обект на сериозно научно изследване.

### Теории за Големия взрив и Стабилното състояние
През 1927 г. Жорж Лематър излага теория, която оттогава се нарича теория за Големия взрив за произхода на Вселената. През 1948 г. Фред Хойл излага своята теория за стабилно състояние, в която Вселената непрекъснато се разширява, но остава статистически непроменена, тъй като постоянно се създава нова материя. Тези две теории са активни конкуренти до 1965 г., откриването на космическото микровълново фоново излъчване от Арно Пензиас и Робърт Уилсън, който факт недвусмислено поддържа теорията за Големия взрив и който тази на стабилното състояние не може да обясни. В резултат на това, теорията за Големия взрив бързо се превръща в най-разпространената хипотеза за произхода на Вселената.

### Космологична константа
Когато Айнщайн формулира общата относителност, той и неговите съвременници вярват в статична вселена. Когато той установява, че неговите уравнения могат лесно да бъдат решени така, че да позволят разширение на Вселената сега и свиване в далечното бъдеще, той добавя към тях нещо, което той нарича космологична константа. Тя е постоянна плътност на енергията, незасегната от разширения или свивания, чиято роля е да компенсира ефекта на гравитацията върху Вселената като цяло, така че последната да остане статична. След като Хъбъл обявява заключението си, че Вселената се разширява, Айнщайн пише, че неговата космологична константа е „най-голямата грешка в живота ми“.

### Параметър за плътност
Важен параметър в теорията за съдбата на Вселената е параметърът за плътност, омега ({\displaystyle \Omega }), дефиниран като средна плътност на материята на Вселената, разделена на критична стойност на тази плътност. Това избира една от трите възможни геометрии в зависимост от това дали стойността на {\displaystyle \Omega } е по-малка, по-голяма или равна на 1. Тези геометрии се наричат съответно отворени, затворени и плоски вселени. Тези три прилагателни се отнасят не до локалното извиване на време-пространството, причинено от по-малки струпвания от маса (например галактики и звезди), а до цялостната геометрия на Вселената. Ако първичното съдържание на вселената е инертна материя, както в праховите модели, популярни през по-голямата част от 20 век, има определена съдба, съответстваща на всяка геометрия. Затова космолозите се стремят да определят съдбата на Вселената чрез измерване на {\displaystyle \Omega } или на скоростта, с която разширяването намалява.

### Отблъскваща сила
От 1998 г. наблюденията на свръхнови в далечни галактики подкрепят идеята за вселена, чието разширяване се ускорява. Последващи космологични теории са разработени така, че това ускорение да бъде възможно, почти винаги чрез отчитане на тъмна енергия, която в най-простата си форма е просто положителна космологична константа. Като цяло, тъмната енергия е обобщаващ термин за всички хипотетични полета с отрицателно налягане, обикновено с плътност, която се променя с разширяването на Вселената.

## Роля на формата на Вселената
Сегашният научен консенсус на повечето космолози е, че съдбата на Вселената зависи от нейната цялостна форма, съдържанието ѝ на тъмна енергия, и от уравнението на състоянието, което определя как плътността на тъмната енергия отговаря на разширяването на Вселената. Последните наблюдения заключават, че скоростта на разширяване на Вселената вероятно се увеличава от 7,5 милиарда години след Големия взрив. Въпреки това, други скорошни измервания предполагат, че Вселената е или плоска или много близо до плоска.

### Затворена вселена
Ако {\displaystyle \Omega >1}, тогава геометрията на пространството е затворена като повърхност на сфера. Сумата от ъглите на триъгълника надвишава 180 градуса и няма паралелни линии; всички линии се пресичат. Геометрията на Вселената е, поне в много голям мащаб, елиптична.
В затворена вселена, гравитацията рано или късно прекъсва разширението на Вселената, която след това започва да се свива, докато цялата материя в нея се срине до точка – последна сингулярност, наречена „Голямото свиване“, обратното на Големия взрив. Някои нови съвременни теории предполагат, че Вселената може да има значително количество тъмна енергия, чиято отблъскваща сила би била достатъчна, за да предизвика разширяването на Вселената да продължи вечно – дори ако {\displaystyle \Omega >1}.

### Отворена вселена
Ако {\displaystyle \Omega <1}, то геометрията на пространството е отворена, т.е. отрицателно извита като повърхността на седло. Сумата от ъглите в триъгълник е по-малка от 180 градуса, и линиите, които не се пресичат, никога не са равноотстоящи; те имат най-малкото разстояние и във всеки друг случай се отдалечават. Геометрията на такава вселена е хиперболична.
Дори и без тъмна енергия, извитата отрицателно вселена се разширява завинаги, като гравитацията пренебрежително забавя скоростта на разширяване. При наличието на тъмна енергия, разширяването не само продължава, но се ускорява. Съдбата на една отворена вселена е или топлинна смърт, „Голямото замръзване“, или „Голямото разкъсване“, където ускорението, причинено от тъмната енергия, в крайна сметка става толкова силно, че напълно преодолява ефектите на гравитационните, електромагнитните и ядрени сили на взаимодействие.
От друга страна, отрицателна космологична константа, която би съответствала на отрицателна плътност на енергията и положително налягане, би предизвикала свиване на една отворена вселена до Голямо смачкване. Наблюдения потвърждават, че този вариант е невъзможен.

### Плоска вселена
Ако средната плътност на Вселената е точно равна на критичната плътност, така че {\displaystyle \Omega =1}, то геометрията на Вселената е плоска: както при Евклидова геометрия, сумата на ъглите на триъгълник е 180 градуса, а паралелните линии остават завинаги паралелни. Измервания са потвърдили, че вселената е плоска със само 0,4% грешка.
В отсъствието на тъмна енергия, плоската вселена се разширява завинаги, но с постоянно забавяща се скорост, като разширението асимптотично доближава нулата. При наличие на тъмната енергия, скоростта на разширяване на Вселената първоначално се забавя, поради ефекта на гравитацията, но в крайна сметка се увеличава. Съдбата на Вселената е същата, както при отворена вселена.

## Теории за края на Вселената
Съдбата на Вселената се определя от нейната плътност. Доказателствата, основани на измерванията на скоростта на разширяване и плътността на масата, са в полза на теория за Вселена, която ще продължи да се разширява неопределено дълго, което води до сценария „Голямо замръзване“, описан по-долу.  Въпреки това, наблюденията не са убедителни и все още са възможни различни модели.

### Голямо замръзване или топлинна смърт
Голямото замръзване е сценарий, при който продължаващото разширяване води до вселена, която асимптотично се доближава до абсолютната нула. Този сценарий, редом с този за Голямото разкъсване, придобива статут на най-важната хипотеза. При липса на тъмна енергия това може да се случи само при плоска или хиперболична геометрия. С положителна космологична константа, тя може да се появи и в затворена вселена. При този сценарий се очаква звездите да се формират нормално за 1012 до 1014 (1 – 100 трилиона) години, но в крайна сметка газът, необходим за образуването на звезди, ще бъде изчерпан. Когато съществуващите звезди изчерпат горивото си и спрат да светят, вселената бавно и необратимо ще потъмнее. В крайна сметка черните дупки ще доминират във вселената, като те самите ще изчезнат с течение на времето поради излъчваната радиация на Хокинг. При безкрайното време ще се наблюдава спонтанно намаляване на ентропията чрез теоремата за повторяемост на Поанкаре, термичните флуктуации, и теоремата за флуктуация.
Сходен сценарий е топлинната смърт на Вселената, който гласи, че Вселената преминава в състояние на максимална ентропия, където всичко е равномерно разпределено и няма градиенти, необходими за поддържане на „обработката на информацията“, животът бидейки вид такава. Сценарият за топлинна смърт е съвместим с всеки от трите пространствени модела, но изисква вселената да достигне евентуалния температурен минимум.

### Голям разрив
В специалния случай на невидима тъмна енергия, която се характеризира с дори повече отрицателно налягане от обикновената космологична константа, плътността на тъмната енергия нараства с времето. Това води до увеличаване скоростта на ускорение и съответно постоянно увеличение на константата на Хъбъл. В резултат на това всички материални обекти във вселената, започвайки с галактики и завършвайки (в краен период от време) с всички форми, независимо от размери, ще се разпаднат на индивидуални елементарни частици и радиация. Причината е разкъсващото въздействие на фантомната енергийна сила и съответното им отдалечаване една от друга. Крайното състояние на Вселената ще бъде сингулярност, тъй като плътността на тъмната енергия, заедно със скоростта на разширяване, стават безкрайни.

### Голямата криза
Хипотезата за Голямата криза е симетрична теория за крайната съдба на Вселената. Големият взрив започва като космологично разширение, като по същия начин тази теория приема, че средната плътност на Вселената ще бъде достатъчна, за да спре разрастването и да започне да се свива. Крайният резултат е неизвестен. Според проста оценка би трябвало цялата материя и пространство-времето във Вселената да се сринат в безразмерна сингулярност, обратно на положението, от което Вселената започва с Големия взрив. При тези мащаби обаче, трябва да се вземат под внимание неизвестни квантови ефекти. Скорошни доказателства сочат, че този сценарий не е вероятен, но не е изключен, тъй като измерванията са налични само за кратък период от време и могат да сочат към обръщане в бъдеще.
Този сценарий позволява Големият взрив да се случи веднага след „Голямата криза“ на предишна вселена. Ако това се случи многократно, то създава цикличен модел, известен още като „осцилираща вселена“. Вселената би могла да се състои от безкрайна последователност от крайни вселени, като всяка крайна вселена завършва с Голяма криза, която е и Големия взрив на следващата. Теоретично цикличната вселена нарушава втория закон на термодинамиката: ентропията ще се натрупа между осцилации и ще причини топлинна смърт. Съвременните доказателства също показват, че Вселената не е затворена. Вследствие на това козмолозите изоставят модела на осцилиращата вселена. Подобна идея е възприета от цикличния модел, но тя заобикаля парадокса с топлинна смърт чрез разширяването на брана, което разрежда натрупаната в предишния цикъл ентропия.

### Големият скок
Големият скок е теоретизиран научен модел, свързан с началото на познатата вселена. Той произтича от осцилиращата вселена или от цикличността на Големия взрив, където първото космологично събитие е резултат от колапс на предишна вселена.
Според една версия на теорията за Големия взрив, в началото Вселената е била безкрайно плътна. Подобно описание изглежда несъвместимо с всичко останало във физиката и особено с квантовата механика и нейния принцип на неопределеност. Следователно не е изненада, че квантовата механика е довела до появата на алтернативен вариант на теорията за Големия взрив. Ако вселената е затворена, тази теория би предсказала, че след като се свие, тя ще породи друга вселена със събитие, подобно на Големия взрив, след като бъде достигната универсалната сингулярност или отблъскващата квантова сила предизвиква повторно разширяване.
С прости думи, тази теория твърди, че Вселената непрекъснато ще повтаря цикъла на Големия взрив, последван от Голямата криза.

### Фалшив вакуум
За да разберем най-добре теорията на фалшивия вакуумен срив, първо трябва да разберем Хигсовото поле, което се разпростира във Вселената. Подобно на електромагнитно поле, то варира по сила според потенциала си. Истинският вакуум съществува дотогава, докато Вселената е в най-ниското си енергийно състояние, в който случай теорията на фалшивия вакуум е без значение. Ако вакуумът не е в най-ниското си енергийно състояние, обаче, той може да премине чрез тунелен преход в по-ниско енергийно състояние. Процесът се нарича вакуумно разпадане. Това има потенциала да промени фундаментално нашата вселена – при по-дръзки сценарии дори различните физически константи могат да имат различни стойности, което засяга значително основите на материята, енергията и пространственото време. Също така е възможно всички структури да бъдат унищожени едновременно, без никакво предупреждение. Изследванията на частица, подобна на Хигс бозона, подкрепят теорията за фалшивия вакуумен колапс след милиарди години.

### Космическа несигурност
Всяка описана възможност се основава на много проста форма за уравнението на състоянието на тъмната енергия. Но както трябва да се подразбира, познанието в областта на тъмната енергия е много малко. Ако теорията за инфлацията е вярна, то в първите моменти след Големия взрив Вселената е преминала през фаза, доминирана от различна форма на тъмна енергия. Инфлацията обаче е приключила, което показва, че съществува уравнение за състоянието на тъмната енергия в настоящето, което е много по-сложно от възприетите дотогава. Възможно е то да се промени отново, което да доведе до събитие с последствия, изключително трудни за предвиждане или параметризиране. Тъй като природата на тъмната енергия и тъмната материя остават загадъчни, дори хипотетични, възможностите за тяхната роля във вселената са неизвестни.

## Наблюдателни ограничения
Изборът между тези съперничещи си сценарии се извършва чрез „претегляне“ на вселената. Пример за това е измерването на относителния принос на материята, радиацията, тъмната материя и тъмната енергия към критичната плътност на Вселената. Съперничещи си сценарии се оценяват спрямо данните за галактически струпвания и отдалечени свръхнови, както и за анизотропиите, наблюдавани в космическия микровълнов фон.

## Допълнителна информация
- Adams, Fred. The Five Ages of the Universe: Inside the Physics of Eternity.   Simon & Schuster Australia, 2000.
- Chaisson, Eric. Cosmic Evolution: The Rise of Complexity in Nature.   Harvard University Press, 2001.
- Dyson, Freeman. Infinite in All Directions (the 1985 Gifford Lectures).   Harper Perennial, 2004.
- Harrison, Edward. Masks of the Universe: Changing Ideas on the Nature of the Cosmos.   Cambridge University Press, 2003.
- Penrose, Roger. The Road to Reality.   Alfred A. Knopf, 2004.
- Prigogine, Ilya. Is Future Given?.   World Scientific Publishing, 2003.
- Smolin, Lee. Three Roads to Quantum Gravity: A New Understanding of Space, Time and the Universe.   Phoenix, 2001.